# Алис Балинт
Алис Балинт (на унгарски: Bálint Alice, по баща Секей-Ковач) е унгарски психоаналитик.

## Биография
Родена е на 16 юни 1898 година в Будапеща, Австро-Унгария, най-възрастната дъщеря на Зигмунд Секей и Вилма Ковач. Майка ѝ е психоаналитик и студентка на Шандор Ференци.
Балинт учи математика и антропология. По онова време нейна състудентка е и Маргарет Шьоненберг или по-известна като Маргарет Малер. В периода 1921 – 1924 живее в Берлин с Майкъл Балинт, за да се анализират при Ханс Закс и да участват в дейностите на Берлинското психоаналитично общество. И двамата остават недоволни от анализите си и се връщат в Будапеща, за да ги довършат при Шандор Ференци. Двамата емигрират
През 1938 г. Алис и съпругът ѝ емигрират в Лондон, където са приети в Британското психоаналитично общество. Там тя помага за основаването на психоаналитично общество на Манчестър.
Умира неочаквано на 19 август 1939 година в Манчестър на 41-годишна възраст от запушване на вена в мозъка.